# Raiford
Raiford ist eine Stadt im Union County im US-Bundesstaat Florida. Das U.S. Census Bureau hat bei der Volkszählung 2020 eine Einwohnerzahl von 224 ermittelt.

## Geographie
Raiford liegt rund 15 Kilometer östlich von Lake Butler sowie etwa 60 Kilometer südwestlich von Jacksonville. Im Ortsgebiet liegt das Florida State Prison.

## Demographische Daten
Laut der Volkszählung 2010 verteilten sich die damaligen 255 Einwohner auf 89 Haushalte. Die Bevölkerungsdichte lag bei 182,1 Einw./km². 81,2 % der Bevölkerung bezeichneten sich als Weiße, 14,5 % als Afroamerikaner, 1,2 % als Indianer und 1,6 % als Asian Americans. 1,6 % gaben die Angehörigkeit zu mehreren Ethnien an. 2,7 % der Bevölkerung bestand aus Hispanics oder Latinos.
Im Jahr 2010 lebten in 38,7 % aller Haushalte Kinder unter 18 Jahren sowie 21,5 % aller Haushalte Personen mit mindestens 65 Jahren. 74,2 % der Haushalte waren Familienhaushalte (bestehend aus verheirateten Paaren mit oder ohne Nachkommen bzw. einem Elternteil mit Nachkomme). Die durchschnittliche Größe eines Haushalts lag bei 2,74 Personen und die durchschnittliche Familiengröße bei 3,20 Personen.
31,1 % der Bevölkerung waren jünger als 20 Jahre, 25,5 % waren 20 bis 39 Jahre alt, 29,8 % waren 40 bis 59 Jahre alt und 13,7 % waren mindestens 60 Jahre alt. Das mittlere Alter betrug 35 Jahre. 49,0 % der Bevölkerung waren männlich und 51,0 % weiblich.
Das durchschnittliche Jahreseinkommen lag bei 37.969 $, dabei lebten 25,8 % der Bevölkerung unter der Armutsgrenze.
Im Jahr 2000 war Englisch die Muttersprache von 100 % der Bevölkerung.

## Verkehr
In Raiford zweigt die Florida State Road 16 von der Florida State Road 121 ab.
Der nächste Flughafen ist der rund 50 Kilometer südlich gelegene Gainesville Regional Airport.